# Dan Kalousek
Dan Kalousek (* 12. dubna 1980 Brno) je český dirigent.
Po maturitě na gymnáziu v Brně v roce 1998 pokračoval ve studiu na brněnské konzervatoři, kde studoval kompozici pod vedením Karla Cóna a dirigování u Stanislava Kummera (1998–2004). Vzdělání dále rozšířil studiem dirigování orchestru na Hudební fakultě Janáčkovy akademii múzických umění v Brně (JAMU), které dokončil roku 2008, a na Hochschule für Musik und Theater v Lipsku a Výmaru (2006–2008). Absolvoval mistrovské kurzy u světových dirigentů, mezi nimiž byli Kurt Masur, Fabio Luisi a Zsolt Nagy.
V roce 2001 se stal sbormistrem pěveckého sboru Ars Brunensis Chorus, s nímž koncertoval jak v České republice, tak v zahraničí. Během své kariéry spolupracoval s mnoha umělci a soubory, včetně Jiřího Pavlici, skupiny Jablkoň, Jenaer Madrigalkreis a Bohemiachoru. Pravidelně spolupracuje s Vladimírem Franzem, zejména při nahrávání scénické hudby pro divadlo, rozhlas a televizi. V roce 2003 byl jmenován hostujícím dirigentem Městského divadla Brno, kde od roku 2015 působí jako hudební šéf. Od roku 2012 vyučuje na Hudební fakultě JAMU.

## Výběr dirigování pro Městské divadlo Brno
- Funny Girl (Městské divadlo Brno)
- Pokrevní bratři (Městské divadlo Brno)
- Očistec (Městské divadlo Brno)
- Papežka (Městské divadlo Brno)
- Jekyll a Hyde (Městské divadlo Brno)
- Pretty Woman (Městské divadlo Brno)
- Medicus (Městské divadlo Brno)
- Hello, Dolly! (Městské divadlo Brno)
- Mary Poppins (Městské divadlo Brno)
- Kvítek z horrroru (Městské divadlo Brno)
- Flashdance (Městské divadlo Brno)
- Devět křížů (Městské divadlo Brno)
- Čarodějky z Eastwicku (Městské divadlo Brno)